# Cheick Fantamady Diarra
Cheick Fantamady Diarra, né le 11 février 1992 à Bamako, est un footballeur international malien. Il évolue au poste d'attaquant.

## Biographie
Formé au centre Salif Keita, il évolue ensuite au Stade malien. En avril 2009, il est sélectionné en équipe du Mali. Repéré par le Stade rennais lors de la Coupe d'Afrique des nations junior début 2011, il rejoint le club breton l'été suivant.
En août 2011, il participe à la Coupe du monde des moins de 20 ans disputée en Colombie. Il joue comme titulaire les trois rencontres disputées par le Mali, qui est éliminé à l'issue de la phase de poules avec trois défaites au compteur.
Il joue son premier match professionnel avec le Stade rennais en Ligue Europa au stade Vicente Calderón, face à l'Atlético Madrid, le 15 décembre 2011. Quelques semaines plus tard, il est pré-sélectionné pour disputer la Coupe d'Afrique des nations avec le Mali mais n'est pas retenu dans la liste finale des vingt-trois. En raison de blessures dans le groupe malien, Diarra est finalement appelé en cours de compétition fin janvier 2012. À l'issue de la CAN, s'il ne joue aucun match, il obtient avec sa sélection la troisième place de la compétition.
À la recherche de temps de jeu, il est prêté le 2 septembre 2013 au FC Istres, en Ligue 2, sans option d'achat. Durant cette saison, il marque neuf buts en vingt-huit matchs de championnat disputés. De retour au Stade rennais l'été suivant, il est de nouveau prêté en Ligue 2, cette fois avec option d'achat à l'AJ Auxerre, le 29 juillet 2014. 
Le 2 février 2015, afin de permettre le transfert de Dimitri Cavaré au Stade rennais, le contrat de Diarra avec le club breton est résilié. Il s'engage alors pour la fin de la saison avec l'AJ Auxerre, avec option pour y prolonger son contrat. Le 29 juin 2015, il est prolongé par le club icaunais.
Homme de confiance de Jean-Luc Vannuchi, son avenir en Bourgogne bascule le 18 décembre 2015. Auteur d'un coup de tête sur Steven Fortes, il est expulsé alors que son équipe est menée 1 à 0 mais évolue en supériorité numérique. A 10 contre 10, l'AJA ne reviendra pas au score et il sera suspendu 5 matchs par la commission de discipline. Défini comme généreux et combatif mais parfois maladroit, son cas divise dirigeants et supporters, son entraîneur estimant que son implication n'est pas récompensée par beaucoup de buts (4 en 17 apparitions en championnat pour sa deuxième saison au club). Quand l'opportunité d'enrôler Serhou Guirassy se présente au mercato d'hiver 2016, il n'est pas retenu afin de libérer de la masse salariale et prend la direction du Paris FC.
Le 12 juin 2021 le club de l’USL Dunkerque annonce qu’il quitte le club après la fin de son contrat.

## Statistiques
| Saison                | Club                  | Championnat           | Championnat | Championnat | Coupe nationale | Coupe nationale | Coupe de la Ligue | Coupe de la Ligue | Compétition(s) continentale(s) | Compétition(s) continentale(s) | Compétition(s) continentale(s) | Mali | Mali | Total | Total |
| Saison                | Club                  | Division              | M.          | B.          | M.              | B.              | M.                | B.                | Comp.                          | M.                             | B.                             | M.   | B.   | M.    | B.    |
| 2011-2012             | Stade rennais         | Ligue 1               | 1           | 0           | 1               | 0               | -                 | -                 | C3                             | 1                              | 0                              | 4    | 0    | 7     | 0     |
| 2012-2013             | Stade rennais         | Ligue 1               | 17          | 1           | -               | -               | 2                 | 0                 | -                              | -                              | -                              | 3    | 1    | 22    | 2     |
| 2013-2014             | Stade rennais         | Ligue 1               | 1           | 0           | -               | -               | -                 | -                 | -                              | -                              | -                              | -    | -    | 1     | 0     |
| 2013-2014             | FC Istres (prêt)      | Ligue 2               | 28          | 9           | 2               | 2               | -                 | -                 | -                              | -                              | -                              | 3    | 1    | 33    | 12    |
| 2014-2015             | AJ Auxerre (prêt)     | Ligue 2               | 35          | 5           | 6               | 2               | 1                 | 0                 | -                              | -                              | -                              | 2    | 1    | 44    | 8     |
| 2015-2016             | AJ Auxerre            | Ligue 2               | 17          | 4           | 1               | 0               | 3                 | 0                 | -                              | -                              | -                              | 1    | 0    | 22    | 4     |
| 2015-2016             | Paris FC              | Ligue 2               | 13          | 2           | -               | -               | -                 | -                 | -                              | -                              | -                              | 2    | 0    | 15    | 2     |
| 2016-2017             | Tours FC              | Ligue 2               | 35          | 9           | 1               | 0               | 1                 | 0                 | -                              | -                              | -                              | -    | -    | 37    | 9     |
| 2017-2018             | Tours FC              | Ligue 2               | 4           | 0           | 1               | 0               | 2                 | 0                 | -                              | -                              | -                              | -    | -    | 7     | 0     |
| Total sur la carrière | Total sur la carrière | Total sur la carrière | 130         | 23          | 11              | 4               | 7                 | 0                 | -                              | 1                              | 0                              | 15   | 3    | 164   | 30    |

## Palmarès
- Troisième de la CAN en 2012 avec le  Mali
- Troisième de la CAN en 2013 avec le  Mali
- Finaliste de la Coupe de France en 2015 avec l'AJ Auxerre